# De Ruts
De Ruts es un trío musical de World Music, creado en 2014. Sus miembros actuales son la austriaca Magdalena Rust (violonchelo y voz), la francesa Lolita Ponce (violín y voz) y la chilena Maria Paz Videla (percusiones y voz). El grupo mezcla música docta, del folclor, la música tradicional y popular y propone canciones en distintos idiomas, entre otros alemán, español, francés, inglés, y rumano.

## Reseña biográfica
El grupo es creado en Santiago, Chile, en 2014 por la violoncelista austriaca Magdalena Rust, junto con la violinista Lolita Ponce y el baterista Diego Ormazábal.
En 2015, el grupo participa en la Feria Pulsar.
En 2016, el trío realiza una gira por Europa que incluye conciertos en Austria, Francia, Alemania y Eslovenia.
En 2017, la banda organiza una gira por Argentina. Al final de ese año lanza su disco Novopangea, que cuenta con la colaboración de varios músicos chilenos y es parcialmente financiado gracias a una campaña de financiamiento colectivo (crowdfunding).
En 2018, se integra al grupo la percusionista chilena Maria Paz Videla, después de la partida de Diego Ormazábal. El trío participa a los festivales Woodstaco y Músicas del Mundo. Al final del año, el grupo se presenta en formato Dúo en la cuarta edición del Festival Toccata.
En febrero de 2019, la banda toca un concierto en el museo Violeta Parra.

## Discografía
- Recorrer (2015)
- Huitjo (2017)
- Novopangea (2017)
- Ilusiones (2018)